# Ursula Quatember
Ursula Quatember (* 1976) ist eine österreichische Klassische Archäologin und Bauforscherin.
Ursula Quatember studierte von 1994 bis 2000 Klassische Archäologie an der Universität Wien. 2006 wurde sie an der Universität Wien mit einer Arbeit zum Nymphaeum Traiani in Ephesos promoviert. Von 1997 bis 2012 leitete sie ein Projekt zum Hadrianstempel in Ephesos und war beteiligt an der Publikation der Hanghäuser. Derzeit führt sie Forschungen in Aphrodisias, Limyra, Sardes und Pergamon durch.
Ursula Quatember war Dozentin an den Universitäten Wien und Würzburg sowie an der Hochschule RheinMain in Wiesbaden und an der OTH Regensburg. 2015 war sie am DFG-Graduiertenkolleg 1913 „Kulturelle und technische Werte historischer Bauten“ der BTU Cottbus tätig. Derzeit unterrichtet sie am Institut für Antike der Universität Graz. Sie ist Mitglied und seit 2018 Zweite Vorsitzende der Koldewey-Gesellschaft. 2021 wurde sie zum Korrespondierenden Mitglied des Deutschen Archäologischen Instituts ernannt. 2022 habilitierte sich Ursula Quatember an der Universität Graz.

## Schriften (Auswahl)
- Das Nymphaeum Traiani in Ephesos (= Forschungen in Ephesos XI 2) (Wien 2011)
- Der sogenannte Hadrianstempel an der Kuretenstraße in Ephesos (= Forschungen in Ephesos XI 3) (Wien 2017)
- mit Hansgeorg Bankel (Hrsg.), Post aus Babylon. Robert Koldewey, Bauforscher und Ausgräber. Briefe aus Kleinasien, Italien, Deutschland und dem Vorderen Orient von 1882 bis 1922 (Wien 2018)
- The Bouleuterion Court of Aphrodisias in Caria. A Case Study on the Adaptation of Urban Space in Asia Minor from the Roman Imperial Period to Late Antiquity and Beyond, In: Istanbuler Mitteilungen 69, 2019, 59–102
- The Bouleuterion and its Environs in Early Imperial Aphrodisias, In: Journal of Roman Archaeology 32, 2019, 100–112
- mit Veronika. Scheibelreiter-Gail, T. Flavius Daminaus und der Grabbau seiner Familie, In: Jahreshefte des Österreichischen Archäologischen Instituts 86, 2017, 221–354
- Eine Stadt der Sinne? Sensuelle Wahrnehmung im Ephesos der römischen Kaiserzeit, in: Annette Haug – Patric-Alexander Kreuz (Hrsg.), Stadterfahrung als Sinneserfahrung in der römischen Kaiserzeit (= Studies in Classical Archaeology 2) (Turnhout 2016) 267–293
- Ornament im Kontext. Der Beitrag der Bauforschung zur Untersuchung von Architekturdekoration, in: Johannes. Lipps – Dominik Maschek (Hrsg.), Antike Bauornamentik. Grenzen und Möglichkeiten ihrer Erforschung (= Studien zur antiken Stadt 12) (Wiesbaden 2014) 99–116
- mit Gerhard Forstenpointner – Alfred Galik – Gerald E. Weissengruber – Andreas. Konecny: Purple Dye Production in Lycia – Results of an Archaeozoological Field Survey in Andriake (South-West Turkey), In: Oxford Journal of Archaeology 26, 2007, 201–214
- Tischstützen aus dem Hanghaus 2 in Ephesos. Überlegungen zur Herstellung von römischem Marmormobiliar. In: Römische Historische Mitteilungen 48 (2006), S. 103–118.
- Private Kulteinrichtungen im Hanghaus 2 in Ephesos, in: Beatrix Asamer – Wolfgang Wohlmayr (Hrsg.), Akten des 9. Österreichischen Archäologentages in Salzburg 2001 (Wien 2003) 169–172